# Marlena Zagoni

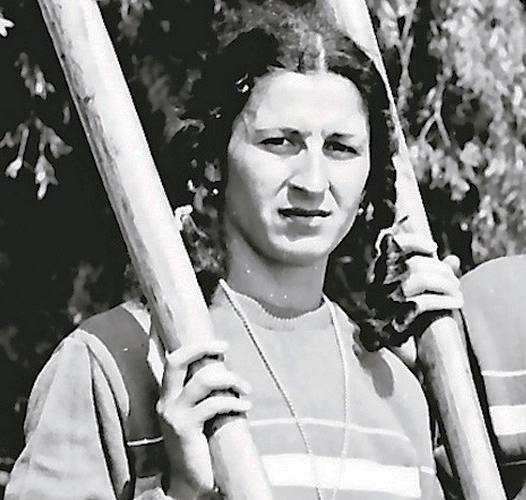
Marlena Zagoni in den 1970er-Jahren

Marlena Zagoni, bis 1977 Marlena Predescu, (* 22. Januar 1951 in Lucieni, Kreis Dâmbovița; † 31. Juli 2025) war eine  rumänische Ruderin, die 1980 eine olympische Bronzemedaille im Achter gewann.

## Sportliche Karriere
Die 1,71 m große Marlena Predescu belegte zusammen mit Doina Bardas den achten Platz im Doppelzweier bei den Europameisterschaften 1973 in Moskau. Zwei Jahre später ruderte sie zusammen mit Marilena Ghita im Zweier ohne Steuerfrau und gewann die Bronzemedaille bei den Weltmeisterschaften in Nottingham. 1976 erreichte Predescu zusammen mit Marinela Maxim das Finale im Zweier ohne Steuerfrau bei den Olympischen Spielen 1976 in Montreal und belegte den sechsten Platz. 1977 erreichte sie mit Angelica Chertic den vierten Platz im Zweier ohne Steuerfrau bei den Weltmeisterschaften in Amsterdam. 
1978 belegten Chertic und Zagoni bei den Weltmeisterschaften in Neuseeland den fünften Platz im Zweier ohne. 1979 wechselte Marlena Zagoni in den Achter, der den vierten Platz bei den Weltmeisterschaften in Bled erreichte hinter den Booten aus der UdSSR, der DDR und den Vereinigten Staaten. Im Jahr darauf war wegen des Olympiaboykotts der Achter aus den Vereinigten Staaten nicht bei den Olympischen Spielen 1980 in Moskau dabei. Der rumänische Achter mit Angelica Aposteanu, Marlena Zagoni, Rodica Frîntu, Florica Bucur, Rodica Puscatu, Ana Iliuță, Maria Constantinescu, Elena Bondar und Steuerfrau Elena Dobrițoiu gewann die Bronzemedaille hinter den Booten aus der DDR und der UdSSR.